# Liste des monuments historiques protégés en 1912
Cet article recense les monuments historiques français classés en 1912.

## Protections
| Édifice                                                            | Commune                    | Département             | Région                     | Protection | Base Mérimée                         | Coordonnées                        | Image             |
| ------------------------------------------------------------------ | -------------------------- | ----------------------- | -------------------------- | ---------- | ------------------------------------ | ---------------------------------- | ----------------- |
| Église Sainte-Marie-Madeleine de Pérouges                          | Pérouges                   | Ain                     | Auvergne-Rhône-Alpes       | classé     | « PA00116454 », notice no PA00116454 | 45° 54′ 13″ nord, 5° 10′ 42″ est   |                   |
| Maison Vernay                                                      | Pérouges                   | Ain                     | Auvergne-Rhône-Alpes       | classé     | « PA00116507 », notice no PA00116507 | 45° 54′ 12″ nord, 5° 10′ 43″ est   |                   |
| Porte d'En-Haut                                                    | Pérouges                   | Ain                     | Auvergne-Rhône-Alpes       | classé     | « PA00116518 », notice no PA00116518 | 45° 54′ 12″ nord, 5° 10′ 42″ est   |                   |
| Maison Berges                                                      | Pérouges                   | Ain                     | Auvergne-Rhône-Alpes       | classé     | « PA00116506 », notice no PA00116506 | 45° 54′ 12″ nord, 5° 10′ 43″ est   |                   |
| Église Saint-Denis de Largny-sur-Automne                           | Largny-sur-Automne         | Aisne                   | Hauts-de-France            | classé     | « PA00115773 », notice no PA00115773 | 49° 15′ 38″ nord, 3° 02′ 32″ est   |                   |
| Église Saint-Pierre-et-Saint-Paul de Presles-et-Boves              | Presles-et-Boves           | Aisne                   | Hauts-de-France            | classé     | « PA00115876 », notice no PA00115876 | 49° 23′ 39″ nord, 3° 33′ 29″ est   |                   |
| Le Tortoir                                                         | Saint-Nicolas-aux-Bois     | Aisne                   | Hauts-de-France            | classé     | « PA00115906 », notice no PA00115906 | 49° 36′ 28″ nord, 3° 26′ 22″ est   |                   |
| Église Notre-Dame de Taillefontaine                                | Taillefontaine             | Aisne                   | Hauts-de-France            | classé     | « PA00115955 », notice no PA00115955 | 49° 18′ 46″ nord, 3° 02′ 31″ est   |                   |
| Église Saint-Jean-Baptiste                                         | Charroux                   | Allier                  | Auvergne-Rhône-Alpes       | classé     | « PA00093046 », notice no PA00093046 | 46° 11′ 06″ nord, 3° 09′ 42″ est   |                   |
| Église Saint-Pons                                                  | Saint-Pons                 | Alpes-de-Haute-Provence | Provence-Alpes-Côte d'Azur | classé     | « PA00080478 », notice no PA00080478 | 44° 23′ 33″ nord, 6° 37′ 42″ est   |                   |
| Château de Cruas                                                   | Cruas                      | Ardèche                 | Auvergne-Rhône-Alpes       | classé     | « PA00116700 », notice no PA00116700 | 44° 39′ 22″ nord, 4° 45′ 39″ est   |                   |
| Église Saint-Pierre-du-Prieuré de Novy-Chevrières                  | Novy-Chevrières            | Ardennes                | Grand Est                  | classé     | « PA00078479 », notice no PA00078479 | 49° 32′ 27″ nord, 4° 26′ 47″ est   |                   |
| Église Notre-Dame-du-Camp                                          | Pamiers                    | Ariège                  | Occitanie                  | classé     | « PA00093897 », notice no PA00093897 | 43° 06′ 58″ nord, 1° 36′ 42″ est   |                   |
| Murailles gallo-romaines de Saint-Lizier                           | Saint-Lizier               | Ariège                  | Occitanie                  | classé     | « PA00093912 », notice no PA00093912 | 43° 00′ 12″ nord, 1° 08′ 16″ est   |                   |
| Église Saint-Antoine                                               | Poivres                    | Aube                    | Grand Est                  | classé     | « PA00078183 », notice no PA00078183 | 48° 41′ 04″ nord, 4° 15′ 31″ est   | catégorie commons |
| Croix de cimetière                                                 | Poivres                    | Aube                    | Grand Est                  | classé     | « PA00078182 », notice no PA00078182 | 48° 41′ 03″ nord, 4° 15′ 29″ est   | catégorie commons |
| Croix de cimetière                                                 | Vanlay                     | Aube                    | Grand Est                  | classé     | « PA00078292 », notice no PA00078292 | 48° 01′ 39″ nord, 4° 01′ 00″ est   |                   |
| Église Saint-Julien-et-Sainte-Basilisse                            | Azille                     | Aude                    | Occitanie                  | classé     | « PA00102548 », notice no PA00102548 | 43° 16′ 38″ nord, 2° 39′ 33″ est   |                   |
| Tour de l'Horloge                                                  | Salon-de-Provence          | Bouches-du-Rhône        | Provence-Alpes-Côte d'Azur | classé     | « PA00081466 », notice no PA00081466 | 43° 38′ 29″ nord, 5° 05′ 49″ est   |                   |
| Église monolithe d'Aubeterre-sur-Dronne                            | Aubeterre-sur-Dronne       | Charente                | Nouvelle-Aquitaine         | classé     | « PA00104234 », notice no PA00104234 | 45° 16′ 21″ nord, 0° 10′ 16″ est   |                   |
| Église Notre-Dame de Fléac                                         | Fléac                      | Charente                | Nouvelle-Aquitaine         | classé     | « PA00104370 », notice no PA00104370 | 45° 39′ 56″ nord, 0° 05′ 51″ est   |                   |
| Église Saint-Hippolyte de Moulidars                                | Moulidars                  | Charente                | Nouvelle-Aquitaine         | classé     | « PA00104434 », notice no PA00104434 | 45° 39′ 40″ nord, 0° 02′ 18″ ouest |                   |
| Église Saint-Pierre de Chaniers                                    | Chaniers                   | Charente-Maritime       | Nouvelle-Aquitaine         | classé     | « PA00104643 », notice no PA00104643 | 45° 43′ 00″ nord, 0° 33′ 27″ ouest |                   |
| Église Saint-Sauveur de Jarnac-Champagne                           | Jarnac-Champagne           | Charente-Maritime       | Nouvelle-Aquitaine         | classé     | « PA00104771 », notice no PA00104771 | 45° 33′ 32″ nord, 0° 24′ 04″ ouest |                   |
| Église Saint-Herie de Matha                                        | Matha                      | Charente-Maritime       | Nouvelle-Aquitaine         | classé     | « PA00104796 », notice no PA00104796 | 45° 51′ 39″ nord, 0° 19′ 25″ ouest |                   |
| Église Saint-Pierre de Marestay de Matha                           | Matha                      | Charente-Maritime       | Nouvelle-Aquitaine         | classé     | « PA00104797 », notice no PA00104797 | 45° 52′ 27″ nord, 0° 18′ 45″ ouest |                   |
| Château de Neuvicq-le-Château                                      | Neuvicq-le-Château         | Charente-Maritime       | Nouvelle-Aquitaine         | classé     | « PA00104824 », notice no PA00104824 | 45° 48′ 09″ nord, 0° 09′ 50″ ouest |                   |
| Église Saint-Vivien de Pons                                        | Pons                       | Charente-Maritime       | Nouvelle-Aquitaine         | classé     | « PA00104845 », notice no PA00104845 | 45° 34′ 24″ nord, 0° 32′ 56″ ouest | catégorie commons |
| Ruines romaines de Thénac                                          | Thénac                     | Charente-Maritime       | Nouvelle-Aquitaine         | classé     | « PA00105284 », notice no PA00105284 | 45° 41′ 52″ nord, 0° 37′ 31″ ouest | catégorie commons |
| Église Saint-Victurnien de Villars-les-Bois                        | Villars-les-Bois           | Charente-Maritime       | Nouvelle-Aquitaine         | classé     | « PA00105298 », notice no PA00105298 | 45° 47′ 56″ nord, 0° 26′ 06″ ouest | catégorie commons |
| Église Saint-Martin d'Ainay-le-Vieil                               | Ainay-le-Vieil             | Cher                    | Centre-Val de Loire        | classé     | « PA00096627 », notice no PA00096627 | 46° 39′ 58″ nord, 2° 33′ 10″ est   |                   |
| Église Notre-Dame de Germigny-l'Exempt                             | Germigny-l'Exempt          | Cher                    | Centre-Val de Loire        | classé     | « PA00096806 », notice no PA00096806 | 46° 55′ 08″ nord, 2° 53′ 50″ est   |                   |
| Collégiale Saint-Martin de Léré                                    | Léré                       | Cher                    | Centre-Val de Loire        | classé     | « PA00096824 », notice no PA00096824 | 47° 28′ 20″ nord, 2° 52′ 21″ est   |                   |
| Église Saint-Hilaire de Saint-Hilaire-en-Lignières                 | Saint-Hilaire-en-Lignières | Cher                    | Centre-Val de Loire        | classé     | « PA00096889 », notice no PA00096889 | 46° 43′ 36″ nord, 2° 10′ 28″ est   |                   |
| Église Saint-Martin de Vereaux                                     | Vereaux                    | Cher                    | Centre-Val de Loire        | classé     | « PA00096919 », notice no PA00096919 | 46° 52′ 49″ nord, 2° 52′ 40″ est   |                   |
| Croix de cimetière de Curemonte                                    | Curemonte                  | Corrèze                 | Nouvelle-Aquitaine         | classé     | « PA00099755 », notice no PA00099755 | 45° 00′ 00″ nord, 1° 44′ 34″ est   |                   |
| Église Sainte-Madeleine                                            | Auvillars-sur-Saône        | Côte-d'Or               | Bourgogne-Franche-Comté    | classé     | « PA00112076 », notice no PA00112076 | 47° 03′ 38″ nord, 5° 06′ 16″ est   |                   |
| Tumulus de Croconnet                                               | Bouze-lès-Beaune           | Côte-d'Or               | Bourgogne-Franche-Comté    | classé     | « PA00112156 », notice no PA00112156 | 47° 03′ 27″ nord, 4° 45′ 35″ est   |                   |
| Roche du Pas-de-Saint-Martin                                       | Bouze-lès-Beaune           | Côte-d'Or               | Bourgogne-Franche-Comté    | classé     | « PA00112155 », notice no PA00112155 | 47° 03′ 06″ nord, 4° 45′ 17″ est   |                   |
| Chapelle de Fixey                                                  | Fixin                      | Côte-d'Or               | Bourgogne-Franche-Comté    | classé     | « PA00112450 », notice no PA00112450 | 47° 15′ 02″ nord, 4° 58′ 11″ est   |                   |
| Église de la Nativité                                              | Rougemont                  | Côte-d'Or               | Bourgogne-Franche-Comté    | classé     | « PA00112613 », notice no PA00112613 | 47° 40′ 04″ nord, 4° 14′ 43″ est   |                   |
| Église de Saint-Ivi de Loguivy-lès-Lannion                         | Lannion                    | Côtes-d'Armor           | Bretagne                   | classé     | « PA00089309 », notice no PA00089309 | 48° 44′ 08″ nord, 3° 28′ 58″ ouest |                   |
| Église Saint-Émilion                                               | Loguivy-Plougras           | Côtes-d'Armor           | Bretagne                   | classé     | « PA00089311 », notice no PA00089311 | 48° 31′ 17″ nord, 3° 29′ 14″ ouest |                   |
| Église Notre-Dame et calvaire                                      | Plourac'h                  | Côtes-d'Armor           | Bretagne                   | classé     | « PA00089517 », notice no PA00089517 | 48° 25′ 02″ nord, 3° 32′ 50″ ouest |                   |
| Chapelle du Paradis et calvaire                                    | Pommerit-le-Vicomte        | Côtes-d'Armor           | Bretagne                   | classé     | « PA00089536 », notice no PA00089536 | 48° 36′ 21″ nord, 3° 04′ 32″ ouest |                   |
| Église Notre-Dame de Délivrance                                    | Le Quillio                 | Côtes-d'Armor           | Bretagne                   | classé     | « PA00089553 », notice no PA00089553 | 48° 14′ 28″ nord, 2° 52′ 57″ ouest |                   |
| Chapelle Saint-Jacques-le-Majeur                                   | Saint-Alban                | Côtes-d'Armor           | Bretagne                   | classé     | « PA00089579 », notice no PA00089579 | 48° 33′ 43″ nord, 2° 30′ 20″ ouest |                   |
| Église Saint-Servais                                               | Saint-Servais              | Côtes-d'Armor           | Bretagne                   | classé     | « PA00089658 », notice no PA00089658 | 48° 23′ 16″ nord, 3° 23′ 16″ ouest |                   |
| Chapelle Saint-Jacques et sa fontaine                              | Tréméven                   | Côtes-d'Armor           | Bretagne                   | classé     | « PA00089734 », notice no PA00089734 | 48° 40′ 43″ nord, 3° 02′ 28″ ouest |                   |
| Église Sainte-Valérie de Malval                                    | Malval                     | Creuse                  | Nouvelle-Aquitaine         | classé     | « PA00100107 », notice no PA00100107 | 46° 20′ 58″ nord, 1° 53′ 12″ est   |                   |
| Église Saint-Martin                                                | Besse                      | Dordogne                | Nouvelle-Aquitaine         | classé     | « PA00082379 », notice no PA00082379 | 44° 40′ 06″ nord, 1° 06′ 24″ est   |                   |
| Église Notre-Dame-de-l'Assomption de Beynac                        | Beynac-et-Cazenac          | Dordogne                | Nouvelle-Aquitaine         | classé     | « PA00082383 », notice no PA00082383 | 44° 50′ 24″ nord, 1° 08′ 42″ est   |                   |
| Ancienne abbaye Saint-Pierre                                       | Brantôme                   | Dordogne                | Nouvelle-Aquitaine         | classé     | « PA00082403 », notice no PA00082403 | 45° 21′ 52″ nord, 0° 38′ 49″ est   |                   |
| Église Saint-Caprais de Carsac                                     | Carsac-Aillac              | Dordogne                | Nouvelle-Aquitaine         | classé     | « PA00082435 », notice no PA00082435 | 44° 50′ 26″ nord, 1° 16′ 19″ est   |                   |
| Chapelle Saint-Jean                                                | Chancelade                 | Dordogne                | Nouvelle-Aquitaine         | classé     | « PA00082472 », notice no PA00082472 | 45° 12′ 25″ nord, 0° 39′ 58″ est   |                   |
| Église de Saint-Pardoux de Mareuil                                 | Mareuil                    | Dordogne                | Nouvelle-Aquitaine         | classé     | « PA00082630 », notice no PA00082630 | 45° 26′ 09″ nord, 0° 26′ 41″ est   |                   |
| Église Sainte-Madeleine                                            | Montagrier                 | Dordogne                | Nouvelle-Aquitaine         | classé     | « PA00082685 », notice no PA00082685 | 45° 16′ 01″ nord, 0° 28′ 47″ est   |                   |
| Gisement de la Rochette                                            | Saint-Léon-sur-Vézère      | Dordogne                | Nouvelle-Aquitaine         | classé     | « PA00082861 », notice no PA00082861 | 44° 59′ 46″ nord, 1° 04′ 13″ est   |                   |
| Église Saint-Martin                                                | Saint-Martin-de-Gurson     | Dordogne                | Nouvelle-Aquitaine         | classé     | « PA00082871 », notice no PA00082871 | 44° 57′ 07″ nord, 0° 06′ 28″ est   |                   |
| Abri Castanet                                                      | Sergeac                    | Dordogne                | Nouvelle-Aquitaine         | classé     | « PA00082998 », notice no PA00082998 | 44° 59′ 58″ nord, 1° 06′ 05″ est   |                   |
| Église Saint-Pierre-ès-Liens                                       | Vieux-Mareuil              | Dordogne                | Nouvelle-Aquitaine         | classé     | « PA00083061 », notice no PA00083061 | 45° 25′ 48″ nord, 0° 29′ 58″ est   |                   |
| Château de Puyguilhem                                              | Villars                    | Dordogne                | Nouvelle-Aquitaine         | classé     | « PA00083065 », notice no PA00083065 | 45° 25′ 34″ nord, 0° 44′ 40″ est   |                   |
| Hôtel de ville                                                     | Besançon                   | Doubs                   | Bourgogne-Franche-Comté    | classé     | « PA00101510 », notice no PA00101510 | 47° 14′ 16″ nord, 6° 01′ 27″ est   |                   |
| Maison Proclamy                                                    | Charmes-sur-l'Herbasse     | Drôme                   | Auvergne-Rhône-Alpes       | classé     | « PA00116909 », notice no PA00116909 | 45° 08′ 54″ nord, 5° 00′ 57″ est   |                   |
| Église Saint-Martin de Puiselet-le-Marais                          | Puiselet-le-Marais         | Essonne                 | Île-de-France              | classé     | « PA00087988 », notice no PA00087988 | 48° 24′ 12″ nord, 2° 15′ 47″ est   |                   |
| Pavillon de l'Etang                                                | Saclay                     | Essonne                 | Île-de-France              | classé     | « PA00087995 », notice no PA00087995 | 48° 44′ 29″ nord, 2° 09′ 53″ est   |                   |
| Église Notre-Dame de Tourny                                        | Tourny                     | Eure                    | Normandie                  | classé     | « PA00099590 », notice no PA00099590 | 49° 11′ 05″ nord, 1° 32′ 45″ est   |                   |
| Maison du Perron                                                   | Chartres                   | Eure-et-Loir            | Centre-Val de Loire        | classé     | « PA00097004 », notice no PA00097004 | 48° 26′ 46″ nord, 1° 29′ 21″ est   |                   |
| Abbaye de la Sainte-Trinité de Tiron                               | Thiron-Gardais             | Eure-et-Loir            | Centre-Val de Loire        | classé     | « PA00097223 », notice no PA00097223 | 48° 18′ 43″ nord, 0° 59′ 37″ est   |                   |
| Presbytère des Angles                                              | Les Angles                 | Gard                    | Occitanie                  | classé     | « PA00102956 », notice no PA00102956 | 43° 57′ 10″ nord, 4° 46′ 00″ est   |                   |
| Cippe funéraire de La Roque-sur-Cèze                               | La Roque-sur-Cèze          | Gard                    | Occitanie                  | classé     | « PA00103182 », notice no PA00103182 |                                    |                   |
| Colonne milliaire d'Uchaud                                         | Uchaud                     | Gard                    | Occitanie                  | classé     | « PA00103249 », notice no PA00103249 | 43° 45′ 40″ nord, 4° 16′ 26″ est   |                   |
| Cathédrale Saint-Gervais-Saint-Protais de Lectoure                 | Lectoure                   | Gers                    | Occitanie                  | classé     | « PA00094838 », notice no PA00094838 | 43° 56′ 02″ nord, 0° 37′ 26″ est   |                   |
| Hôtel de la Marine                                                 | Bordeaux                   | Gironde                 | Nouvelle-Aquitaine         | classé     | « PA00083200 », notice no PA00083200 | 44° 50′ 44″ nord, 0° 34′ 41″ ouest |                   |
| Palais épiscopal d'Alan                                            | Alan                       | Haute-Garonne           | Occitanie                  | classé     | « PA00094260 », notice no PA00094260 | 43° 13′ 48″ nord, 0° 56′ 24″ est   |                   |
| Église Saint-Martin de Nedde                                       | Nedde                      | Haute-Vienne            | Nouvelle-Aquitaine         | classé     | « PA00100401 », notice no PA00100401 | 45° 43′ 08″ nord, 1° 49′ 53″ est   |                   |
| Église Saint-Mathurin du Vigen                                     | Le Vigen                   | Haute-Vienne            | Nouvelle-Aquitaine         | classé     | « PA00100511 », notice no PA00100511 | 45° 45′ 02″ nord, 1° 17′ 20″ est   |                   |
| Maison                                                             | Arreau                     | Hautes-Pyrénées         | Occitanie                  | classé     | « PA00095321 », notice no PA00095321 | 42° 54′ 17″ nord, 0° 21′ 33″ est   |                   |
| Église Saint-Jacques                                               | Béziers                    | Hérault                 | Occitanie                  | classé     | « PA00103378 », notice no PA00103378 | 43° 20′ 16″ nord, 3° 12′ 51″ est   |                   |
| Croix de cimetière de Cébazan                                      | Cébazan                    | Hérault                 | Occitanie                  | classé     | « PA00103424 », notice no PA00103424 | 43° 24′ 13″ nord, 2° 58′ 41″ est   |                   |
| Croix de cimetière                                                 | Luitré                     | Ille-et-Vilaine         | Bretagne                   | classé     | « PA00090622 », notice no PA00090622 | 48° 17′ 08″ nord, 1° 06′ 53″ ouest |                   |
| Croix de cimetière                                                 | Médréac                    | Ille-et-Vilaine         | Bretagne                   | classé     | « PA00090626 », notice no PA00090626 | 48° 16′ 07″ nord, 2° 03′ 31″ ouest |                   |
| Croix de cimetière                                                 | Roz-Landrieux              | Ille-et-Vilaine         | Bretagne                   | classé     | « PA00090761 », notice no PA00090761 | 48° 32′ 37″ nord, 1° 48′ 53″ ouest |                   |
| Église de Lourdoueix-Saint-Michel                                  | Lourdoueix-Saint-Michel    | Indre                   | Centre-Val de Loire        | classé     | « PA00097377 », notice no PA00097377 | 46° 25′ 33″ nord, 1° 43′ 45″ est   |                   |
| Château de Sarzay                                                  | Sarzay                     | Indre                   | Centre-Val de Loire        | classé     | « PA00097467 », notice no PA00097467 | 46° 36′ 02″ nord, 1° 54′ 23″ est   |                   |
| Collégiale Saint-Michel-et-Saint-Pierre de Bueil                   | Bueil-en-Touraine          | Indre-et-Loire          | Centre-Val de Loire        | classé     | « PA00097606 », notice no PA00097606 | 47° 38′ 42″ nord, 0° 33′ 03″ est   |                   |
| Église Notre-Dame-de-Fougeray de Cormery                           | Cormery                    | Indre-et-Loire          | Centre-Val de Loire        | classé     | « PA00097711 », notice no PA00097711 | 47° 16′ 06″ nord, 0° 50′ 27″ est   |                   |
| Pierre Rirette                                                     | Le Petit-Pressigny         | Indre-et-Loire          | Centre-Val de Loire        | classé     | « PA00097914 », notice no PA00097914 |                                    |                   |
| Grande Chartreuse                                                  | Saint-Pierre-de-Chartreuse | Isère                   | Auvergne-Rhône-Alpes       | classé     | « PA00117265 », notice no PA00117265 | 45° 21′ 48″ nord, 5° 47′ 37″ est   |                   |
| Chapelle Notre-Dame-de-l'Assomption de Guériteau                   | Choue                      | Loir-et-Cher            | Centre-Val de Loire        | classé     | « PA00098417 », notice no PA00098417 | 48° 00′ 02″ nord, 0° 55′ 03″ est   |                   |
| Château de Fougères-sur-Bièvre                                     | Fougères-sur-Bièvre        | Loir-et-Cher            | Centre-Val de Loire        | classé     | « PA00098444 », notice no PA00098444 | 47° 26′ 52″ nord, 1° 20′ 37″ est   |                   |
| Église Saint-Hilaire de Mer                                        | Mer                        | Loir-et-Cher            | Centre-Val de Loire        | classé     | « PA00098486 », notice no PA00098486 | 47° 42′ 01″ nord, 1° 30′ 29″ est   |                   |
| Maison du Prêche                                                   | Montrichard Val de Cher    | Loir-et-Cher            | Centre-Val de Loire        | classé     | « PA00098517 », notice no PA00098517 | 47° 20′ 36″ nord, 1° 11′ 14″ est   |                   |
| Maisons à pans de bois                                             | Montrichard Val de Cher    | Loir-et-Cher            | Centre-Val de Loire        | classé     | « PA00098519 », notice no PA00098519 | 47° 20′ 35″ nord, 1° 11′ 10″ est   |                   |
| Hôtel Saint-Pol                                                    | Romorantin-Lanthenay       | Loir-et-Cher            | Centre-Val de Loire        | classé     | « PA00098553 », notice no PA00098553 | 47° 21′ 31″ nord, 1° 44′ 44″ est   |                   |
| Église Saint-Pierre de Souday                                      | Souday                     | Loir-et-Cher            | Centre-Val de Loire        | classé     | « PA00098607 », notice no PA00098607 | 48° 02′ 12″ nord, 0° 52′ 01″ est   |                   |
| Château de la Bastie d'Urfé                                        | Saint-Étienne-le-Molard    | Loire                   | Auvergne-Rhône-Alpes       | classé     | « PA00117605 », notice no PA00117605 | 45° 43′ 39″ nord, 4° 04′ 43″ est   |                   |
| Maison                                                             | Orléans                    | Loiret                  | Centre-Val de Loire        | classé     | « PA00098972 », notice no PA00098972 | 47° 53′ 55″ nord, 1° 54′ 13″ est   |                   |
| Hôtel de Sanxerre, dit également maison des Chanoines              | Orléans                    | Loiret                  | Centre-Val de Loire        | classé     | « PA00098892 », notice no PA00098892 | 47° 54′ 00″ nord, 1° 54′ 33″ est   |                   |
| Palais épiscopal                                                   | Orléans                    | Loiret                  | Centre-Val de Loire        | classé     | « PA00098848 », notice no PA00098848 | 47° 54′ 09″ nord, 1° 54′ 43″ est   |                   |
| Maison de la Prévôté                                               | Orléans                    | Loiret                  | Centre-Val de Loire        | classé     | « PA00098893 », notice no PA00098893 | 47° 54′ 00″ nord, 1° 54′ 26″ est   |                   |
| Église Saint-Salomon-et-Saint-Grégoire de Pithiviers               | Pithiviers                 | Loiret                  | Centre-Val de Loire        | classé     | « PA00098989 », notice no PA00098989 | 48° 10′ 27″ nord, 2° 15′ 19″ est   |                   |
| Église Saint-Martin de Camboulit                                   | Camboulit                  | Lot                     | Occitanie                  | classé     | « PA00095037 », notice no PA00095037 | 44° 35′ 36″ nord, 1° 56′ 55″ est   |                   |
| Église Saint-Hilarion de Duravel                                   | Duravel                    | Lot                     | Occitanie                  | classé     | « PA00095064 », notice no PA00095064 | 44° 30′ 59″ nord, 1° 04′ 46″ est   |                   |
| Église Saint-Georges de Meyraguet de Lacave                        | Lacave                     | Lot                     | Occitanie                  | classé     | « PA00095119 », notice no PA00095119 | 44° 51′ 13″ nord, 1° 32′ 27″ est   |                   |
| Église Saint-Sauveur de Puy-l'Evêque                               | Puy-l'Évêque               | Lot                     | Occitanie                  | classé     | « PA00095190 », notice no PA00095190 | 44° 30′ 18″ nord, 1° 08′ 22″ est   |                   |
| Église de l'Hospitalet                                             | Rocamadour                 | Lot                     | Occitanie                  | classé     | « PA00095199 », notice no PA00095199 | 44° 48′ 16″ nord, 1° 37′ 35″ est   |                   |
| Église Sainte-Radegonde de Bon-Encontre                            | Bon-Encontre               | Lot-et-Garonne          | Nouvelle-Aquitaine         | classé     | « PA00084081 », notice no PA00084081 | 44° 11′ 44″ nord, 0° 39′ 26″ est   |                   |
| Église Saint-Sardos-et-Sainte-Anne de Laurenque                    | Gavaudun                   | Lot-et-Garonne          | Nouvelle-Aquitaine         | classé     | « PA00084132 », notice no PA00084132 | 44° 33′ 56″ nord, 0° 53′ 27″ est   |                   |
| Église Notre-Dame de Port-Sainte-Marie                             | Port-Sainte-Marie          | Lot-et-Garonne          | Nouvelle-Aquitaine         | classé     | « PA00084207 », notice no PA00084207 | 44° 15′ 01″ nord, 0° 23′ 55″ est   |                   |
| Maison dite l'Abescat                                              | Tournon-d'Agenais          | Lot-et-Garonne          | Nouvelle-Aquitaine         | classé     | « PA00084257 », notice no PA00084257 | 44° 24′ 01″ nord, 0° 59′ 42″ est   |                   |
| Maison de la Reine de Sicile                                       | Saumur                     | Maine-et-Loire          | Pays de la Loire           | classé     | « PA00109332 », notice no PA00109332 | 47° 15′ 45″ nord, 0° 04′ 19″ ouest |                   |
| Église Saint-Martin de Bezannes                                    | Bezannes                   | Marne                   | Grand Est                  | classé     | « PA00078592 », notice no PA00078592 | 49° 13′ 20″ nord, 3° 59′ 10″ est   |                   |
| Église Saint-Ephrem de Jâlons                                      | Jâlons                     | Marne                   | Grand Est                  | classé     | « PA00078725 », notice no PA00078725 | 49° 00′ 37″ nord, 4° 11′ 15″ est   |                   |
| Église Saint-Jacques                                               | Reims                      | Marne                   | Grand Est                  | classé     | « PA00078782 », notice no PA00078782 | 49° 15′ 14″ nord, 4° 01′ 42″ est   |                   |
| Sanctuaire de Jublains                                             | Jublains                   | Mayenne                 | Pays de la Loire           | classé     | « PA00109516 », notice no PA00109516 | 48° 15′ 38″ nord, 0° 29′ 55″ ouest |                   |
| Château de Mausson                                                 | Landivy                    | Mayenne                 | Pays de la Loire           | classé     | « PA00109519 », notice no PA00109519 | 48° 26′ 57″ nord, 1° 03′ 45″ ouest |                   |
| Église Saint-Mansuy de Culey                                       | Culey                      | Meuse                   | Grand Est                  | classé     | « PA00106559 », notice no PA00106559 | 48° 45′ 19″ nord, 5° 15′ 59″ est   |                   |
| Église Saint-Remi de Saint-Pierrevillers                           | Saint-Pierrevillers        | Meuse                   | Grand Est                  | classé     | « PA00106627 », notice no PA00106627 | 49° 22′ 40″ nord, 5° 41′ 04″ est   |                   |
| Remparts de Vannes                                                 | Vannes                     | Morbihan                | Bretagne                   | classé     | « PA00091806 », notice no PA00091806 | 47° 39′ 30″ nord, 2° 45′ 19″ ouest |                   |
| Hôtel de ville                                                     | Beauvais                   | Oise                    | Hauts-de-France            | classé     | « PA00114509 », notice no PA00114509 | 49° 25′ 47″ nord, 2° 04′ 55″ est   |                   |
| Église Saint-Sulpice-et-Saint-Antoine de Bitry                     | Bitry                      | Oise                    | Hauts-de-France            | classé     | « PA00114530 », notice no PA00114530 | 49° 24′ 48″ nord, 3° 04′ 42″ est   |                   |
| Église Saint-Médard de Quesmy                                      | Quesmy                     | Oise                    | Hauts-de-France            | classé     | « PA00114824 », notice no PA00114824 | 49° 38′ 06″ nord, 3° 03′ 46″ est   |                   |
| Église Saint-Pierre de Ressons-sur-Matz                            | Ressons-sur-Matz           | Oise                    | Hauts-de-France            | classé     | « PA00114834 », notice no PA00114834 | 49° 32′ 27″ nord, 2° 44′ 45″ est   |                   |
| Église Notre-Dame de Thourotte                                     | Thourotte                  | Oise                    | Hauts-de-France            | classé     | « PA00114922 », notice no PA00114922 | 49° 28′ 25″ nord, 2° 52′ 53″ est   |                   |
| Hôtel des archevêques de Sens                                      | 4e arrondissement de Paris | Paris                   | Île-de-France              | classé     | « PA00086316 », notice no PA00086316 | 48° 51′ 13″ nord, 2° 21′ 32″ est   |                   |
| Hôtel de Fontfreyde                                                | Clermont-Ferrand           | Puy-de-Dôme             | Auvergne-Rhône-Alpes       | classé     | « PA00092000 », notice no PA00092000 | 45° 46′ 44″ nord, 3° 05′ 00″ est   |                   |
| Église Saint-Martin de Cournon-d'Auvergne                          | Cournon-d'Auvergne         | Puy-de-Dôme             | Auvergne-Rhône-Alpes       | classé     | « PA00092091 », notice no PA00092091 | 45° 44′ 33″ nord, 3° 11′ 49″ est   |                   |
| Église Saint-Martin de Cunlhat                                     | Cunlhat                    | Puy-de-Dôme             | Auvergne-Rhône-Alpes       | classé     | « PA00092109 », notice no PA00092109 | 45° 37′ 58″ nord, 3° 33′ 36″ est   |                   |
| Église Notre-Dame-de-l'Assomption de Ravel                         | Ravel                      | Puy-de-Dôme             | Auvergne-Rhône-Alpes       | classé     | « PA00092259 », notice no PA00092259 | 45° 46′ 44″ nord, 3° 23′ 43″ est   |                   |
| Église Saint-André de Sauveterre-de-Béarn                          | Sauveterre-de-Béarn        | Pyrénées-Atlantiques    | Nouvelle-Aquitaine         | classé     | « PA00084526 », notice no PA00084526 | 43° 23′ 55″ nord, 0° 56′ 22″ ouest |                   |
| Croix de cimetière de Collioure                                    | Collioure                  | Pyrénées-Orientales     | Occitanie                  | classé     | « PA00103999 », notice no PA00103999 | 42° 31′ 30″ nord, 3° 04′ 53″ est   |                   |
| Église Sainte-Marie d'Espira-de-Conflent                           | Espira-de-Conflent         | Pyrénées-Orientales     | Occitanie                  | classé     | « PA00104021 », notice no PA00104021 | 42° 37′ 04″ nord, 2° 29′ 54″ est   |                   |
| Chapelle Saint-Julien-et-Sainte-Basilisse de Villeneuve-de-la-Raho | Villeneuve-de-la-Raho      | Pyrénées-Orientales     | Occitanie                  | classé     | « PA00104176 », notice no PA00104176 | 42° 38′ 02″ nord, 2° 55′ 18″ est   |                   |
| Château de la Fontaine                                             | Anse                       | Rhône                   | Auvergne-Rhône-Alpes       | classé     | « PA00117710 », notice no PA00117710 | 45° 57′ 01″ nord, 4° 42′ 45″ est   |                   |
| Aqueduc du Gier                                                    | Brignais                   | Rhône                   | Auvergne-Rhône-Alpes       | classé     | « PA00117723 », notice no PA00117723 | 45° 43′ 17″ nord, 4° 45′ 37″ est   |                   |
| Aqueduc du Gier                                                    | Chaponost                  | Rhône                   | Auvergne-Rhône-Alpes       | classé     | « PA00117731 », notice no PA00117731 | 45° 43′ 13″ nord, 4° 45′ 35″ est   |                   |
| Maison romane                                                      | Cluny                      | Saône-et-Loire          | Bourgogne-Franche-Comté    | classé     | « PA00113243 », notice no PA00113243 | 46° 26′ 10″ nord, 4° 39′ 25″ est   |                   |
| Tumuli-dolmens du Mont-de-Senne                                    | Dezize-lès-Maranges        | Saône-et-Loire          | Bourgogne-Franche-Comté    | classé     | « PA00113269 », notice no PA00113269 | 46° 55′ 30″ nord, 4° 39′ 53″ est   |                   |
| Église de la Conversion-de-Saint-Paul de La Frette                 | La Frette                  | Saône-et-Loire          | Bourgogne-Franche-Comté    | classé     | « PA00113281 », notice no PA00113281 | 46° 38′ 19″ nord, 5° 02′ 52″ est   |                   |
| Église Saint-Jacques-le-Majeur d'Issy-l'Évêque                     | Issy-l'Évêque              | Saône-et-Loire          | Bourgogne-Franche-Comté    | classé     | « PA00113298 », notice no PA00113298 | 46° 42′ 27″ nord, 3° 58′ 25″ est   |                   |
| Champ de César                                                     | Rully                      | Saône-et-Loire          | Bourgogne-Franche-Comté    | classé     | « PA00113410 », notice no PA00113410 | 46° 52′ 22″ nord, 4° 43′ 29″ est   |                   |
| Église Saint-Martin de la Bruère-sur-Loir                          | La Bruère-sur-Loir         | Sarthe                  | Pays de la Loire           | classé     | « PA00109694 », notice no PA00109694 | 47° 39′ 03″ nord, 0° 20′ 53″ est   |                   |
| Église Notre-Dame de Chevillé                                      | Chevillé                   | Sarthe                  | Pays de la Loire           | classé     | « PA00109721 », notice no PA00109721 | 47° 56′ 54″ nord, 0° 13′ 25″ ouest |                   |
| Église Notre-Dame de Fresnay-sur-Sarthe                            | Fresnay-sur-Sarthe         | Sarthe                  | Pays de la Loire           | classé     | « PA00109767 », notice no PA00109767 | 48° 16′ 51″ nord, 0° 01′ 15″ est   |                   |
| Église Saint-Jouin de Pirmil                                       | Pirmil                     | Sarthe                  | Pays de la Loire           | classé     | « PA00109906 », notice no PA00109906 | 47° 54′ 44″ nord, 0° 05′ 50″ ouest |                   |
| Église Saint-Christophe de Saint-Christophe-du-Jambet              | Saint-Christophe-du-Jambet | Sarthe                  | Pays de la Loire           | classé     | « PA00109936 », notice no PA00109936 | 48° 13′ 54″ nord, 0° 02′ 12″ est   |                   |
| Église Saint-Rémy de Saint-Rémy-de-Sillé                           | Saint-Rémy-de-Sillé        | Sarthe                  | Pays de la Loire           | classé     | « PA00109958 », notice no PA00109958 | 48° 11′ 11″ nord, 0° 05′ 35″ ouest |                   |
| Église Notre-Dame de Ségrie                                        | Ségrie                     | Sarthe                  | Pays de la Loire           | classé     | « PA00109968 », notice no PA00109968 | 48° 11′ 59″ nord, 0° 01′ 31″ est   |                   |
| Église Saint-Corneille-et-Saint-Cyprien de Tennie                  | Tennie                     | Sarthe                  | Pays de la Loire           | classé     | « PA00109975 », notice no PA00109975 | 48° 06′ 27″ nord, 0° 04′ 35″ ouest |                   |
| Halles d'Égreville                                                 | Égreville                  | Seine-et-Marne          | Île-de-France              | classé     | « PA00086948 », notice no PA00086948 | 48° 10′ 33″ nord, 2° 52′ 17″ est   |                   |
| Église Saint-Nicolas                                               | Le Bourget                 | Seine-Saint-Denis       | Île-de-France              | classé     | « PA00079930 », notice no PA00079930 | 48° 56′ 21″ nord, 2° 25′ 46″ est   |                   |
| Croix d'Huppy                                                      | Huppy                      | Somme                   | Hauts-de-France            | classé     | « PA00116183 », notice no PA00116183 | 50° 01′ 37″ nord, 1° 46′ 03″ est   |                   |
| Croix                                                              | Cordes-sur-Ciel            | Tarn                    | Occitanie                  | classé     | « PA00095525 », notice no PA00095525 | 44° 03′ 48″ nord, 1° 57′ 06″ est   |                   |
| Maison Fompeyrouse                                                 | Cordes-sur-Ciel            | Tarn                    | Occitanie                  | classé     | « PA00095533 », notice no PA00095533 | 44° 03′ 49″ nord, 1° 57′ 03″ est   |                   |
| Église Sainte-Marie-Madeleine de Larrazet                          | Larrazet                   | Tarn-et-Garonne         | Occitanie                  | classé     | « PA00095771 », notice no PA00095771 | 43° 55′ 52″ nord, 1° 04′ 55″ est   |                   |
| Église Saint-Martin d'Attainville                                  | Attainville                | Val-d'Oise              | Île-de-France              | classé     | « PA00079989 », notice no PA00079989 | 49° 03′ 25″ nord, 2° 20′ 46″ est   |                   |
| Église Saint-Sulpice de Chars                                      | Chars                      | Val-d'Oise              | Île-de-France              | classé     | « PA00080019 », notice no PA00080019 | 49° 09′ 38″ nord, 1° 56′ 24″ est   |                   |
| Église de la Nativité de la Sainte-Vierge de Jouy-le-Moutier       | Jouy-le-Moutier            | Val-d'Oise              | Île-de-France              | classé     | « PA00080098 », notice no PA00080098 | 49° 00′ 58″ nord, 2° 02′ 48″ est   |                   |
| Église Saint-Côme-Saint-Damien de Luzarches                        | Luzarches                  | Val-d'Oise              | Île-de-France              | classé     | « PA00080108 », notice no PA00080108 | 49° 06′ 44″ nord, 2° 25′ 43″ est   |                   |
| Église Saint-Denis de Jouy-le-Comte                                | Parmain                    | Val-d'Oise              | Île-de-France              | classé     | « PA00080158 », notice no PA00080158 | 49° 07′ 40″ nord, 2° 12′ 25″ est   |                   |
| Théâtre romain                                                     | Fréjus                     | Var                     | Provence-Alpes-Côte d'Azur | classé     | « PA00081623 », notice no PA00081623 | 43° 26′ 13″ nord, 6° 44′ 17″ est   |                   |
| Porte sarrazine                                                    | Seillans                   | Var                     | Provence-Alpes-Côte d'Azur | classé     | « PA00081734 », notice no PA00081734 | 43° 38′ 12″ nord, 6° 38′ 34″ est   |                   |
| Tour des Augustins                                                 | Avignon                    | Vaucluse                | Provence-Alpes-Côte d'Azur | classé     | « PA00081949 », notice no PA00081949 | 43° 57′ 00″ nord, 4° 48′ 47″ est   |                   |
| Chapelle de l'Oratoire                                             | Avignon                    | Vaucluse                | Provence-Alpes-Côte d'Azur | classé     | « PA00081816 », notice no PA00081816 | 43° 56′ 56″ nord, 4° 48′ 12″ est   |                   |
| Église Saint-Martin de Sallertaine                                 | Sallertaine                | Vendée                  | Pays de la Loire           | classé     | « PA00110268 », notice no PA00110268 | 46° 51′ 35″ nord, 1° 57′ 35″ ouest |                   |
| Château de Château-Larcher                                         | Château-Larcher            | Vienne                  | Nouvelle-Aquitaine         | classé     | « PA00105391 », notice no PA00105391 | 46° 25′ 03″ nord, 0° 18′ 53″ est   |                   |
| Église Saint-Georges de Vivonne                                    | Vivonne                    | Vienne                  | Nouvelle-Aquitaine         | classé     | « PA00105778 », notice no PA00105778 | 46° 25′ 33″ nord, 0° 15′ 40″ est   |                   |
| Église Saint-Loup de Courlon-sur-Yonne                             | Courlon-sur-Yonne          | Yonne                   | Bourgogne-Franche-Comté    | classé     | « PA00113662 », notice no PA00113662 | 48° 20′ 21″ nord, 3° 10′ 03″ est   |                   |
| Église de Fleys                                                    | Fleys                      | Yonne                   | Bourgogne-Franche-Comté    | classé     | « PA00113687 », notice no PA00113687 | 47° 48′ 54″ nord, 3° 51′ 45″ est   |                   |
| Église Saint-Jean-Baptiste de Lasson                               | Lasson                     | Yonne                   | Bourgogne-Franche-Comté    | classé     | « PA00113726 », notice no PA00113726 | 48° 03′ 34″ nord, 3° 48′ 57″ est   |                   |
| Église de Lucy-sur-Yonne                                           | Lucy-sur-Yonne             | Yonne                   | Bourgogne-Franche-Comté    | classé     | « PA00113733 », notice no PA00113733 | 47° 31′ 28″ nord, 3° 34′ 55″ est   |                   |
| Calvaire de Moulins-en-Tonnerrois                                  | Moulins-en-Tonnerrois      | Yonne                   | Bourgogne-Franche-Comté    | classé     | « PA00113751 », notice no PA00113751 | 47° 43′ 56″ nord, 4° 02′ 00″ est   |                   |
| Église de Prégilbert                                               | Prégilbert                 | Yonne                   | Bourgogne-Franche-Comté    | classé     | « PA00113793 », notice no PA00113793 | 47° 38′ 04″ nord, 3° 40′ 01″ est   |                   |
| Poterne des Quatre-Mares                                           | Sens                       | Yonne                   | Bourgogne-Franche-Comté    | classé     | « PA00113859 », notice no PA00113859 | 48° 11′ 45″ nord, 3° 17′ 07″ est   |                   |